# پاترمور
پاترمور یک وب‌گاه تعاملی و شرکت نشر دیجیتال، سرگرمی و خبری متعلق به جی کی رولینگ است که ناشر دیجیتال جهانی کتاب‌های هری پاتر و دیگر آثار دنیای جادویی رولینگ است. این سایت در ژوئن سال ۲۰۱۱ افتتاح شد.
پاترمور در واقع هاگوارتز (مدرسهٔ جادوگری در مجموعهٔ هری پاتر) مجازی است. سیر داستان از کتاب اول چون یک بازی آنلاین شروع می‌شود و شما به عنوان یک دانش آموز وارد هاگوارتز شده،توسط کلاهی مخصوص گروه‌بندی می‌شوید، چوبدستی خود را دریافت می‌کنید، با دوستانتان دوئل می‌کنید، هزاران اطلاعات جالب که در کتاب‌ها نیامده‌است را می‌خوانید و در یک محیط مجازی با ویدئوهای فلش لذت می‌برید.
تاکنون ۵۵۰ میلیون بار از این سایت دیدن شده و شمار کاربران نسخهٔ آزمایشی به صدها هزار نفر می‌رسد. شرکت سونی پشتیبان سایت پاترمور نیز برنامه‌های خاصی برای کاربران دارد.
در ۲۲ سپتامبر ۲۰۱۵، پاترمور وب‌گاهش را با طراحی جدیدی افتتاح کرد که شامل اخبار، مطالب ویژه و مقالات به علاوهٔ سایر نوشته‌های منتشر نشدهٔ رولینگ بود و برخی قابلیت‌ها چون طراحی‌های تعاملی لحظات کتاب‌ها، جام گروه و مراسم گروه‌بندی را حذف کرد. در ژانویهٔ ۲۰۱۶ مراسم گروه‌بندی با طراحی جدیدی مجدداً به وب‌گاه اضافه شد که در آن کاربران می‌توانستند گروه قبلی خود را انتخاب یا دوباره گروه‌بندی شوند.

## افتتاح
افتتاح این سایت سروصداهای زیادی داشت. ابتدا جی. کی. رولینگ نویسندهٔ مجموعه هری پاتر و مبتکر پاترمور اعلام کرد که می‌خواهد پروژه‌ای هیجان انگیز را راه اندازی کند. چندی بعد شرکت آدم و حوا که در کار نقشه‌های اینترنتی و ماهواره‌ای فعالیت دارد اعلام کرد بر نقشه خیابان‌های لندن به صورت آنلاین حروف خاصی وجود دارد که شما را به سمت نام این پروژه هدایت می‌کند. سپس رولینگ اعلام کرد در یک کنفرانس مطبوعاتی در مورد این پروژه صحبت خواهد کرد.
مدتی بعد در یک تصویر متحرک از جغدها در صفحهٔ اصلی سایت گذاشته شد که در واقع یک شمارشگر معکوس برای زمان برگزاری کنفرانسی مرتبط بود. رولینگ در پس این فلش ویدئو مخصوص به خود را گذاشته بود که دربارهٔ پاترمور صحبت می‌کرد. معلوم شد پاترمور یک سایت کتابخوانی آنلاین است که جنبه‌های سرگرم کنندهٔ بسیاری دارد. ابتدا متقاضیان ایمیل‌های خود را ثبت می‌کردند و سپس از ماه اوت ثبت نام ۷ روزه برای نسخهٔ آزمایشی شروع شد. در این هفت روز صفحهٔ سایت در ساعات نامشخصی به روز می‌شد و یک سؤال از کتاب‌های هری پاتر ظاهر می‌شد که جوابشان عددی بود و باید این عدد صحیح را در انتهای آدرس بار پاترمور وارد می‌کردند تا به صفحهٔ یکی از سایت‌های مشهور که هر روز تغییر می‌کرد هدایت می‌شدند. در این صفحه نیز یک فلش وجود داشت که یک قلم پر را باید با موس رایانه تکان داده و بر روی کلمهٔ پاترمور می‌چرخاندند تا به صفحهٔ ثبت نام هدایت می‌شدند. بعد از ثبت نام هفت روزه ایمیل‌های خوشامدگویی شروع به ارسال شد و تنها طرفداران اندک خوش شانسی توانستند قبل از شروع به کار رسمی پاترمور در اکتبر ۲۰۱۱ وارد پاترمور شوند.